# Cantillana
Cantillana ist eine Gemeinde in der Provinz Sevilla in Spanien mit 10.728 Einwohnern (Stand: 2024). Sie liegt in der Comarca Vega del Guadalquivir in Andalusien.

## Geografie
Die Gemeinde liegt am Fluss Viar, nicht weit von dessen Zusammenfluss mit dem Guadalquivir. Cantillana grenzt an Brenes, Carmona, Castilblanco de los Arroyos, El Pedroso, Tocina, Villanueva del Río y Minas und Villaverde del Río.

## Geschichte
Gegründet wurde sie von den Turdetanern mit dem Namen Llia oder Hipalia; die ersten Siedlungen stammen aus der Jungsteinzeit, von der in der Gegend reichlich Überreste gefunden wurden. In der Römerzeit hieß es Naeva, gehörte zur römischen Gemeinde Munigua, siedelte an einen wichtigen Flusshafen am Guadalquivir und prägte sogar eigene Münzen. Archäologische Überreste des Hafens und der römischen Stadt sind erhalten.
In der arabischen Periode setzte sich die Bedeutung von Cantillana fort, indem die alte römische Mauer, Catineao Catinana genannt, wiederverwendet wurde, von der sie ihren heutigen Namen ableitet. Sie war eine wichtige Festung an der Straße zwischen Córdoba und Sevilla. Nach einer Belagerung wurde sie im April 1247 von Ferdinand III. erobert. Mit dem Titel Villa wurde sie von Ferdinand III. bei der Verteilung von Sevilla im Jahr 1248 dem Santiagoorden geschenkt, ging aber 1252 in den Besitz der Kirchenherrschaft von Sevilla über.

## Wirtschaft
In der Gemeinde befindet sich eine Photovoltaikanlage.

## Persönlichkeiten
- Abu Madyan (1126–1197), arabisch-andalusischer Lehrer und Dichter des Sufismus